# 파울 프로멜트
파울 프로멜트(독일어: Paul Frommelt, 1957년 8월 9일~)는 리히텐슈타인의 알파인 스키 선수로 1988년 동계 올림픽에서 남자 회전 부문 동메달을 획득하였다. 그는 2018년 동계 올림픽에서 티나 바이라터가 동메달을 획득하기 전까지 가장 마지막으로 올림픽 메달을 획득한 리히텐슈타인 선수이다.
형인 빌리도 알파인 스키 선수로 활동했으며, 1976년 동계 올림픽 동메달리스트이다.